# Hrvatski orlovski savez
Hrvatski katolički orao je bilo hrvatsko katoličko društvo.
Idejno je i politički bilo sasvim suprotno orijentirano od Jugoslavenskog sokola.
Ženski odjel zvao se Hrvatska katolička orlica.

## Odgojni pravci
Predsjednik Ivo Protulipac odredio je odgojni sustav orlovstva u četiri pravca djelovanja:
- odgoj vjerne katoličke omladine,
- uzgoj uma i srca,
- uzgoj volje
- tjelesni odgoj

Glavni tajnik Merz definirao je ideju vodilju organizacije: Žrtva-Euharistija-Apostolat.

## Amblem
Amblem Hrvatskog orlovskog saveza predstavljao orao na štitu koji u kandžama drži uteg. Štit ispod utega je u bojama hrvatske trobojnice s latinskim križem po sredini. Uteg simolizira predanost športu. Križ simobolizira predanost Bogu, a hrvatska trobojnica predanost hrvatskoj domovini.

## Povijest
Korijeni orlovstva su u slavenskim zemljama, u Češkoj i Sloveniji. Nastalo je kao organizacija katoličke mladeži potkraj 19. stoljeća, kao protuteža i okupljalište katoličke mladeži nasuprot liberalnim organizacijama za mladež. Krčki biskup Antun Mahnić početkom 20. st. u tom duhu začinje Katolički pokret, gibanje među katoličkom mladeži kojem je cilj bio suprotstaviti se liberalizmu koji je nadolazio iz zapadne Europe i potiskivao katoličanstvo i vjerske vrijednosti iz javnog života. Budući tajnik Hrvatskih orlova Ivan Merz još se kao srednjoškolac i osobito poslije kao student smatrao članom Katoličkog pokreta. Pred prvi svjetski rat snažno se orlovski pokret razvija u Sloveniji, a u Hrvatsku se širi nakon velikog orlovskog sleta u Mariboru 1920. na kojem je sudjelovalo preko 5000 Hrvata i Hrvatica. 
Hrvatski orlovski savez osnovan je 1923. godine. Osnivač Hrvatskog katoličkog orla je bl. Ivan Merz. On je bio idejni vođa i autor pravilnika orlovske organizacije, Zlatne knjige hrvatske katoličke omladine. Orlovsku je organizaciju postavio na osnovama papine Katoličke akcije. Za predsjednika je izabran dr. Ivo Protulipac, a za tajnika Ivan Merz. Hrvatski katolički orao bio je naglašeno vjersko i crkveno društvo, koje se držalo izvan svih stranaka. Politička izvanstranačnost zasluga je Ivana Merza. Njegova je zasluga i to što je orlovska organizacija imala je za cilj odgoj mladeži u vjerskom, intelektualnom, moralnom i tjelesnom pogledu, a najveći prinos Ivana Merza je taj što je u Orlovsku organizaciju unio ideje Katoličke akcije, poštujući specifičnosti ove organizacije.
Orlovsku organizaciju pogodila su dva teška događaja. Prvo je bila prerana Merzova smrt 1928. i Šestosiječanjska diktatura 1929., kad je velikosrpski hegemonistički režim kralja Karađorđevića intenzivirao proganjanje svega što je hrvatsko i katoličko, te je tako ugušio i rad Hrvatskog katoličkog orla. Hrvatska književnica Marica Stanković opisala je u djelu Mladost vedrine naprasni kraj orlovske organizacije i progon njezinih članova. 
Dosjetljivi svećenici u Hrvata nalazili su načine kako zaobići tu zabranu. Hvarski biskup Mihovil Pušić, veliki pristaša orlovskog pokreta, i nadalje je osnivao orlovska društva, samo pod drugim imenom: bila su to Križarska bratstva za odrasle i Mali križari za podmladak.
Ipak, od te 1929. do danas orlovska organizacija pod tim imenom u Hrvata nikad nije obnovljena.

## Drugi o Orlovima
Prigodom hodočaća Hrvatskog orlovskog saveza 1924 u Rim, papa Pio XI. je primio stotinjak Orlova i Orlica zajedno s njihovim predsjednikom Ivanom Merzom i organizatorom hodočašća Jerolimom Malinarom u audijenciju, te održao najduži govor koji je ikad ijedan papa dotad uputio Hrvatima.